# Jorge de Antón
Jorge de Antón y Mendo (Benicarló, Castellón 4 de mayo de 1941 – Madrid, 12 de agosto de 1999) fue un profesional de la radio española. 

## Carrera
Cursó Filosofía y Letras en la Universidad de Salamanca y Ciencias Políticas, Económicas y Sociología en la Universidad Complutense de Madrid, además de inglés y literatura americana en el Goswell College de San Francisco y la Columbia University de Nueva York. 
En 1965 se incorporó al departamento de Relaciones Públicas de la Cadena SER. Dos años más tarde pasa a Radio España como Jefe de Relaciones Públicas, Estudios y Promoción. En esta emisora crea Onda 2, la emisora musical que ocupaba la frecuencia de FM de esa radio. Programas especializados en distintos tipos de música del pop al folk pasando por el jazz, una respuesta a la radio musical joven muy comercializada que eran los 40 Principales de la Cadena SER. 
Dirigió y presentó programas en Radio Nacional de España, en la que fue guionista y productor de programas dirigidos por José María Íñigo. En 1974 recibe el Premio Nacional de Radio, por la producción de “Para vosotros jóvenes”, un programa de esta emisora. 
Colabora en el primer gobierno de la Comunidad Autónoma de Madrid a comienzos de los 80 en el área de Cultura. En 1992 fue director de programas de Radio Minuto y un año más tarde es nombrado adjunto a la dirección de Formatos Musicales de la Cadena SER. Gran aficionado a la comedia musical americana y a la música clásica, en 1994 desde esa dirección potencia el nacimiento de Sinfo Radio, una emisora cuyo eslogan era “Los números uno de los últimos 500 años” y que tenía como objetivo la divulgación de la música clásica con un formato cercano a las radio fórmulas. Era entusiasta de la ciudad de Nueva York, a la que viajaba con frecuencia, lo que le mantenía al tanto de las nuevas tendencias radiofónicas y de los estrenos en Broadway.

## Distinciones
- Premio Nacional de Radio (1974)